# Debendranath Tagore

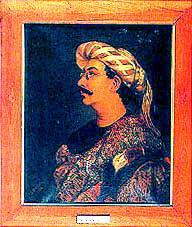
Debendranath Tagore

Debendranath Tagore (Bengali: দেবেন্দ্রনাথ ঠাকুর, Debendronath Ţhakur) (Calcuta, 15 de mayo de 1817 - Ibidem, 19 de enero de 1905) fue un religioso reformista y filósofo indio.
Fue uno de los fundadores de la religión Brahmo Samaj. Nacido en el seno de una familia rica, recibió una educación ejemplar. Fue educado en filosofía oriental] y filosofía occidental. A la edad de nueve años ya hablaba sánscrito, Persa, inglés y conocía perfectamente las principales filosofías de occidente. Fue caracterizado por ser una persona muy espiritual y contemplador del significado de la naturaleza de la vida. Empezó a interesarse profundamente por la literatura religiosa, en especial por las enseñanzas de los Upanishads. Tras esto, comienza a interesarse por las relaciones espirituales y orienta su vida a la total búsqueda de la grandeza de Dios.
Antes de fundar su propia religión, Debendranath Tagore fue un profundo devoto que se dedicó a divulgar sus conocimientos sobre la religión ‘Tattvabodhini Sabha’, pero es en 1843 cuando comienza a dar los primeros pasos de la religión que el mismo funda, el Brahmo Samaj. 
La aportación de Debendranath Tagore fue de gran importancia dentro de ese movimiento social surgido entre los siglos XVIII – XIX llamado renacimiento bengalí y, sobre todo, en el rejuvenecimiento del hinduismo, esforzándose en purgar a la religión de los abusos que se estaban cometiendo, gracias en parte a su actividad social y filantrópica, su creencia en los procesos democráticos y sus esfuerzos por ayudar influenciando a generaciones de indios.
En su afán de desaparecer la idolatría y las prácticas antidemocráticas, rechazó toda la literatura védica por considerarlos deficientes en dictaminar las pautas del comportamiento humano. Al fracasar en su búsqueda de un punto medio entre el racionalismo radical y el conservadurismo brahmán, se retiró de la vida pública. Conocido cariñosamente como majarshi (mahā-rishi: ‘gran sabio’ en sánscrito), fue el padre de Rabindranath Tagore.

## Thakur Bari (Casa de los Tagores)
Debendranath Tagore pernetece a la familia Tagore de Jorasanko. La familia Tagore, con más de trescientos años de historia, ha sido una de las familias principales de Calcuta, y es considerada como una influencia clave durante el Renacimiento bengalí. De esta casa han salido varias personas importantes que han contribuido considerablemente en campos de negocio, reforma social, religión, literatura, arte y música.

### Bengalí
- Bangla Bhashay Sanskrita Vyakaran (1838)
- Brahmodharma (1st & 2nd parts, 1849)
- Atmatattvavidya (1852)
- Brahmodharmer Mat O Biswas (1860)
- Paschim Pradesher Durbhiksha Upashame Sahajya Sangraharthe Brahmo Samajer Baktrita (1861)
- Brahmodharmer Byakhyan, Part I (1861)
- Kalikata Brahmosamajer Baktrita (1862)
- Brahmo Bibaha Pranali (1864)
- Brahmo Samajer Panchabingshati Batsarer Parikshita Brittanta (1864)
- Brahmodharmer Anusthan-Paddhati (1865)
- Bhowanipur Brahmavidyalayer Upadesh (1865–66)
- Brahmodharmer Byakhyan, Part II (1866)
- Masik Brahmo Samajer Upadesh (A collection of eighteen lectures delivered during 1860–67)
- Brahmodharmer Byakhyan, Epilogue (1885)
- Gyan O Dharmer Unnati (1893)
- Paralok O Mukti (1895)
- Atyojivani (1898)
- Patravali (colección de cartas escritas entre 1850–87)

### Inglés
- Vedantic Doctrines Vindicated (1845)
- Autobiography (traducido del original bengalí, Atmajivani, por Satyendranath Tagore, 1914)